# Čilipi
Čilipi – wieś w Chorwacji, w żupanii dubrownicko-neretwiańskiej, w gminie Konavle. W 2011 roku liczyła 933 mieszkańców.

## Charakterystyka

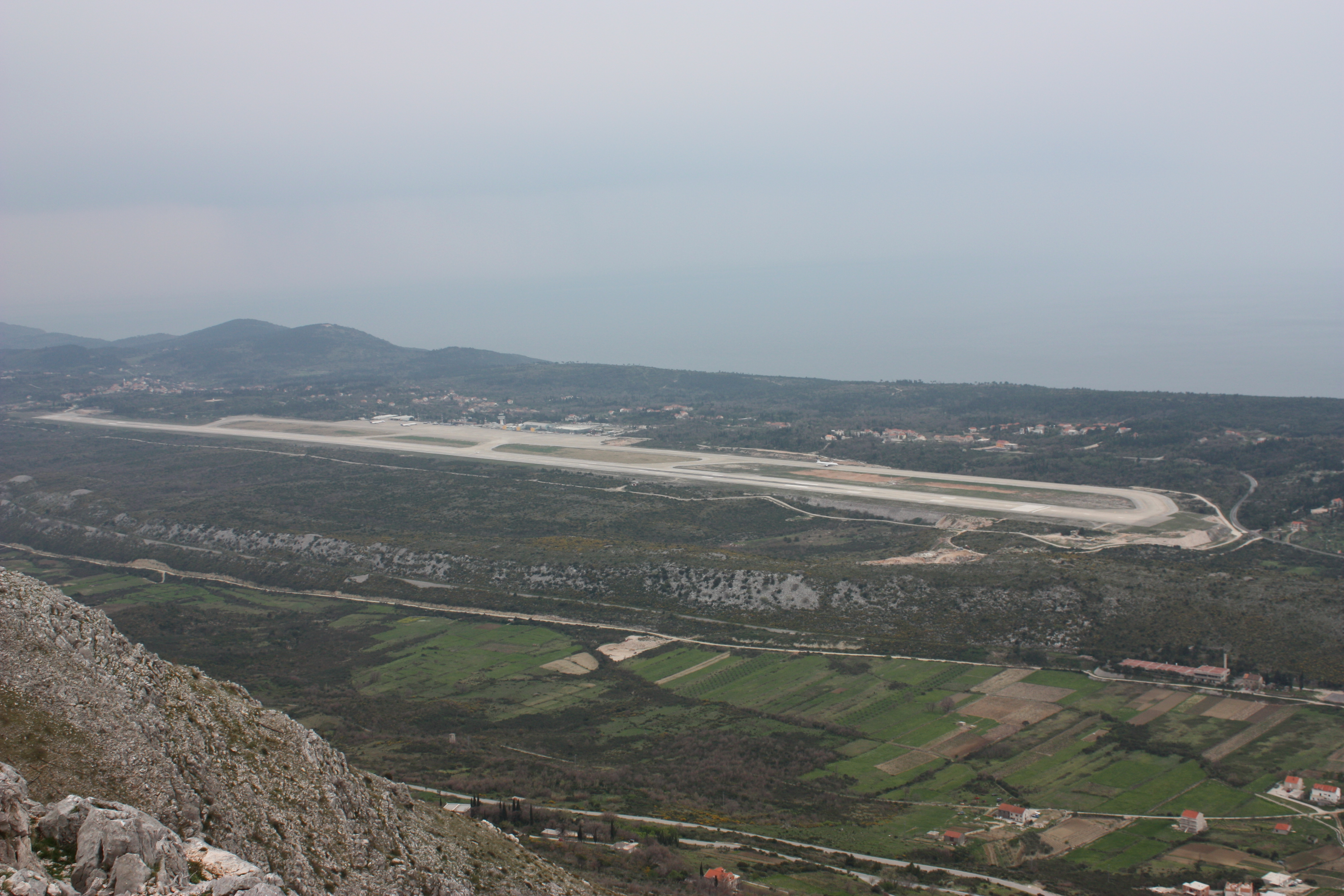
Port lotniczy Dubrownik

Leży w Dalmacji, 23 km od Dubrownika i 8 km od Cavtatu, na skraju Konavoskiego polja. Przebiega przez nią Magistrala Adriatycka. W Čilipi funkcjonuje port lotniczy Dubrownik (od 1962 roku).
Miejscowa gospodarka oparta jest na rolnictwie (uprawa owoców cytrusowych, oliwek, granatów i winorośli) i turystyce.

## Historia
W 1426 roku Čilipi znalazło się w granicach Republiki Raguzy (Dubrownickiej). W latach 1901–1976 w miejscowości funkcjonowała kolej wąskotorowa. W latach 1991–1992, w trakcie wojny w Chorwacji, miejscowość była obiektem agresji wojsk serbsko-czarnogórskich.